# Jan De Valck
Jan De Valck (* 13. Dezember 1929 in Brussegem; † 12. Dezember 2010 in Aalst) war ein belgischer Radrennfahrer und nationaler Meister im Radsport.

## Sportliche Laufbahn
De Valck war im Straßenradsport aktiv. Von 1952 bis 1960 war er Unabhängiger und Berufsfahrer. Er gewann die nationale Meisterschaft im Straßenrennen der Unabhängigen 1952. 1952 siegte er in der Flandern-Rundfahrt für Unabhängige und auf einer Etappe der Tour de l’Ouest, 1952 im Eintagesrennen Halle–Ingooigem, 1954 in der Ronde van Brabant, im Grote Prijs Stad Sint-Niklaas, bei Vilvoorde–Houtem, 1954 im Vijfbergenomloop, 1956 im Omloop van het Houtland. 
Zweiter wurde De Valck 1953 im Memorial Fred De Bruyne, 1954 bei Halle–Ingooigem. Dritter wurde er 1953 bei Paris–Limoges, 1954 im La Flèche Wallonne und im Omloop Het Volk.